# 設計事務所協同組合
設計事務所協同組合（せっけいじむしょきょうどうくみあい）とは、設計事務所の集合体。おもに個人でいとなむ建築や造園コンサルタントなどの設計事務所の事業協同組合である。
目的は、一定規模の物件業務を共同で受注を目指し設立することである。またこれは、現在の設計事務所自体の技術力の向上さらには主要ニーズの高度化に伴い、一定の技術水準を満たす建物が主流となり、そのなかでも建築などでは公共の主要建築物や民間でも相当規模の建築物が多くみうけられ、構造などの技術水準なども高度な技術力も要求され、また複雑な仕様を求められるため、個々で対応するには難しくなっている。このため、一定地区内の同志が力を結集することで、設計受託の安定確保、技術力の向上を図るというメリットがある。
その他、木材の利用促進といった社会活動的なものや、簡易の耐震診断や欠陥住宅、マンション管理などの建築相談・住宅相談を主に行うために設計する組合もあり、組合員が各自のスペシャリストとして対応に当たるというものもある。
事業協同組合の設立については、他分野の事業協同組合同様、都道府県知事から認可を受ける。また、協同組合自体も、建築設計業務ならば一級建築士事務所の、コンサルタントならば当該の申請登録も行う他、官公需適格組合証明などの業務上の各種関連登録も随時行う。

## おもな協同組合例
- 建築設計技術者協同組合
- 横浜ランドスケープ事業協同組合
- 協同組合プランニングネットワーク東北
- 再開発事業コンサルタント協同組合都市設計連合[1]
- EDA環境建築設計事務所協会
- 山梨ACD建築設計協同組合
- アーキ・ユニティー設計事業協同組合
- いずも建築設計協同組合
- 香川県建築設計協同組合（社団法人香川県建築士事務所協会）
- 協同組合山口県建築士事務所技術センター
- 協同組合Sia神奈川
- マンション・ビル保全協同組合
- マンション診断設計協同組合
- ミーズ設計連合協同組合
- よこはま建築監理協同組合
- 愛知建物監理協同組合
- 延岡設計連合協同組合
- 燕市建築設計監理協同組合
- 岐阜県建築設計監理協同組合
- 京都府建築家協同組合
- 協同組合環境改善推進センター
- 協同組合吉野の森と住まいのネットワーク
- 協同組合建築カウンセラーズユニオン一級建築士事務所
- 協同組合建築技術センター
- 協同組合藤沢市設計監理協会
- 協同組合福井県建築設計監理協会
- 佐賀県建築士協同組合
- 佐賀県建築士事務所協同組合
- 鹿児島県建築設計監理事業協同組合
- 建物診断設計事業協同組合
- 滋賀県建築設計監理事業協同組合
- 鹿児島県木造住宅共同組合
- 新潟県建築設計協同組合
- 新潟市建築設計協同組合
- 新発田市建築設計協同組合
- 真庭木材事業協同組合
- 静岡設計監理協同組合
- 石川県建築設計協同組合
- 相模原市設計事業協同組合
- 多摩総合住宅建設協同組合
- 長岡市建築設計協同組合
- 栃木県建築設計協同組合
- 八溝杉の家づくり協同組合
- 浜松建築設計監理協同組合
- 付知峡ひのき建築協同組合
- 富山県建築設計監理協同組合
- 富山県設計事務所協会共同組合
- 協同組合福井県建築設計監理協会
- 山口建築設計フォーラム協同組合
- 福井県事務所協会協同組合
- 栃木県建築設計協同組合
- 福岡設計協同組合
- 福島県建築設計協同組合
- 墨田建築設計協同組合
- 和歌山県建築設計監理協同組合